# Demografia da Estónia

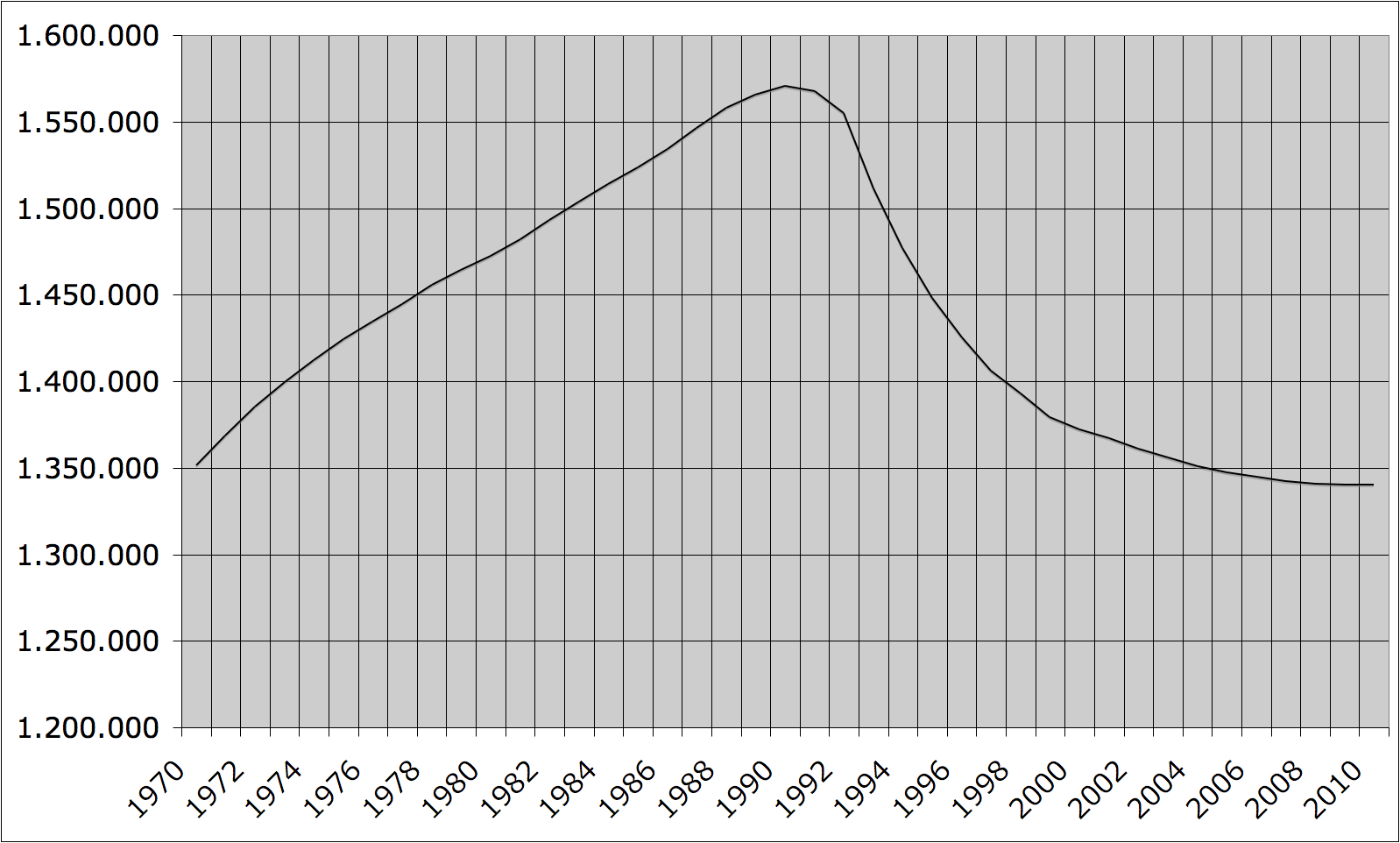
Demografia da Estônia. Dados da "Statistics Estonia", ano 2010.

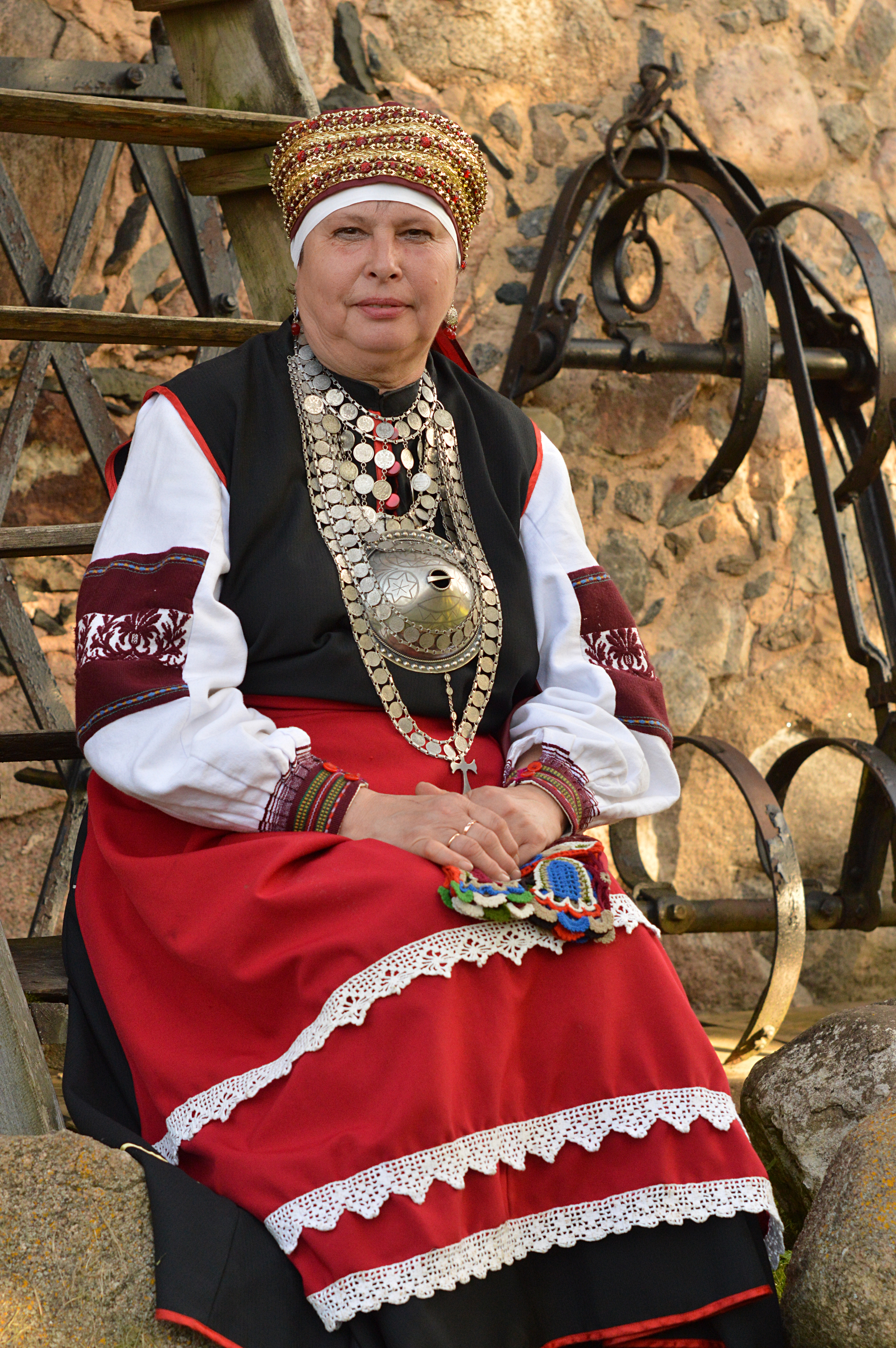
Seto.

O nome "Eesti", ou Estônia, pode ter derivado da palavra "éstios", o nome dado pelos antigos Germanos para os povos que viviam à nordeste do rio Vístula. O historiador romano Tácito em 98 A.D. foi o primeiro a mencionar o povo "éstios", e em antigas crônicas islandesas, os estonianos são chamados Eystur, e as suas terras localizadas ao sul do Golfo da Finlândia, de Eystland, sendo então esta, talvez, uma origem escandinava para o nome. As línguas estoniana e finlandesa têm relação muito próxima, pertencendo ao mesmo ramo Fínico da família de línguas Fino-Ugrianas. As duas línguas, mesmo tendo relação tão próxima, não são mutuamente inteligíveis aos falantes nativos. Tanto a estoniana quanto a finlandesa estão distintamente relacionadas à Língua húngara ugriana.
Os estonianos têm fortes ligações com os países nórdicos e com a Alemanha devido a fortes influências cultural e religiosa recebida desses povos ao longo de séculos de governos e povoamentos dinamarqueses, alemães e suecos. Esta sociedade altamente alfabetizada dá muita ênfase à educação, que é gratuita e obrigatória até a idade de 16 anos. O primeiro livro conhecido em estoniano foi impresso em 1525.
Escrita com o alfabeto latino, o estoniano é a língua do povo estoniano e a língua oficial do país. Um terço do vocabulário padrão é derivado do acréscimo de sufixos ao radical das palavras. Os exemplos conhecidos mais antigos de escrita estoniana têm origem nas crônicas do século XIII. Durante a era soviética, a língua russa foi imposta como língua paralela no uso oficial, e freqüentemente no lugar da língua estoniana.
Entre 1945 e 1989 a proporção da população de etnia estoniana residente dentro dos atuais limites definidos da Estônia caiu de 96% para 61%, causado principalmente pela promoção do programa soviético de imigração em massa de trabalhadores para as áreas industriais urbanas vindos da Rússia, Ucrânia e Bielorrússia, bem como pelas imigrações dos tempos de guerra e das deportações em massa e execuções comandadas por Stalin. Na década seguinte a restituição da independência, a emigração em larga escala de russos e a retirada das bases militares russas em 1994, fez com que a proporção da etnia estoniana na Estônia aumentasse de 61% para 69%, em 2006.
A atual Estônia é um país etnicamente heterogêneo, mas essa heterogeneidade não é uma característica distribuída por todo o país, uma vez que a população de etnia não estoniana está concentrada em apenas duas regiões da Estônia. Treze das quinze regiões da Estônia são compostas por 80% de estonianos, a região mais homogênea é Hiiumaa, onde os estonianos formam 98,4% da população. Nas regiões de Harju (incluindo a capital, Tallinn) e Ida-Viru, contudo, os estonianos somam 60% e 20% da população, respectivamente. Os russos constituem 25,7% do total da população, mas somam 36% da população na região de Harju e 70% da população na região de Ida-Viru.

## População
- 1.323.824 (estimada, 2019)
- 1.329.660 (oficial, 2011)
- 1.342.409 (oficial, 1 de janeiro de 2007)
- 1.408.556 (estimada, julho de 2003)
- 1.356.045 (oficial, 1 de janeiro de 2003)
- 1.431.471 (estimada, julho de 2000)
- 1.376.743 (censo 31 de março de 2000)

### Estrutura de idade
- 0-14 anos: 15,2% (homens 103.367 mulheres 97.587)
- 15-64 anos: 67,6% (homens 427.043; mulheres 468.671)
- 65 anos e acima: 17,2% (homens 75.347; mulheres 152.318) (est. 2006)

### Taxa de crescimento da população
- -0,64% (est. 2006)

### Nascimentos e mortes
|      | Nascimentos | Mortes | Taxa de nascimentos | Taxa de mortes |
| ---- | ----------- | ------ | ------------------- | -------------- |
| 1950 | 20.279      | 15.817 | 18,4                | 14,4           |
| 1951 | 20.730      | 15.354 | 18,6                | 13,7           |
| 1952 | 21.111      | 15.817 | 18,7                | 14,0           |
| 1953 | 20.146      | 14.420 | 17,7                | 12,7           |
| 1954 | 20.909      | 13.981 | 18,2                | 12,2           |
| 1955 | 20.786      | 13.638 | 17,9                | 11,8           |
| 1956 | 19.660      | 12.748 | 16,8                | 10,9           |
| 1957 | 19.509      | 13.026 | 16,5                | 11,0           |
| 1958 | 19.598      | 12.971 | 16,4                | 10,9           |
| 1959 | 19.938      | 13.130 | 16,5                | 10,9           |
| 1960 | 20.187      | 12.738 | 16,6                | 10,5           |
| 1961 | 20.230      | 13.036 | 16,5                | 10,6           |
| 1962 | 19.959      | 13.495 | 16,1                | 10,9           |
| 1963 | 19.275      | 13.251 | 15,3                | 10,5           |
| 1964 | 19.629      | 12.754 | 15,4                | 10,0           |
| 1965 | 18.909      | 13.520 | 14,6                | 10,5           |
| 1966 | 18.629      | 13.800 | 14,3                | 10,6           |
| 1967 | 18.671      | 13.699 | 14,2                | 10,4           |
| 1968 | 19.782      | 14.225 | 14,9                | 10,7           |
| 1969 | 20.781      | 15.150 | 15,5                | 11,3           |
| 1970 | 21.552      | 15.186 | 15,8                | 11,2           |
| 1971 | 22.118      | 15.038 | 16,1                | 10,9           |
| 1972 | 21.757      | 15.520 | 15,6                | 11,1           |
| 1973 | 21.239      | 15.573 | 15,1                | 11,1           |
| 1974 | 21.461      | 15.393 | 15,1                | 10,9           |
| 1975 | 21.360      | 16.572 | 14,9                | 11,6           |
| 1976 | 21.801      | 17.351 | 15,1                | 12,0           |
| 1977 | 21.977      | 17.094 | 15,2                | 11,8           |
| 1978 | 21.842      | 17.812 | 15,0                | 12,2           |
| 1979 | 21.879      | 18.062 | 14,9                | 12,3           |
| 1980 | 22.204      | 18.199 | 15,0                | 12,3           |
| 1981 | 22.937      | 18.349 | 15,4                | 12,3           |
| 1982 | 23.128      | 17.893 | 15,4                | 11,9           |
| 1983 | 24.155      | 18.190 | 16,0                | 12,1           |
| 1984 | 24.234      | 19.086 | 16,0                | 12,6           |
| 1985 | 23.630      | 19.343 | 15,5                | 12,7           |
| 1986 | 24.106      | 17.986 | 15,7                | 11,7           |
| 1987 | 25.086      | 18.279 | 16,2                | 11,8           |
| 1988 | 25.060      | 18.551 | 16,0                | 11,9           |
| 1989 | 24.318      | 18.536 | 15,5                | 11,8           |
| 1990 | 22.304      | 19.531 | 14,2                | 12,4           |
| 1991 | 19.413      | 19.715 | 12,4                | 12,6           |
| 1992 | 18.038      | 20.126 | 11,8                | 13,1           |
| 1993 | 15.253      | 21.286 | 10,2                | 14,2           |
| 1994 | 14.176      | 22.212 | 9,7                 | 15,2           |
| 1995 | 13.509      | 20.828 | 9,4                 | 14,5           |
| 1996 | 13.242      | 19.020 | 9,4                 | 13,4           |
| 1997 | 12.577      | 18.572 | 9,0                 | 13,3           |
| 1998 | 12.167      | 19.445 | 8,8                 | 14,0           |
| 1999 | 12.425      | 18.447 | 9,0                 | 13,4           |
| 2000 | 13.067      | 18.403 | 9,5                 | 13,4           |
| 2001 | 12.632      | 18.516 | 9,3                 | 13,6           |
| 2002 | 13.001      | 18.355 | 9,6                 | 13,5           |
| 2003 | 13.036      | 18.152 | 9,6                 | 13,4           |
| 2004 | 13.992      | 17.685 | 10,4                | 13,1           |
| 2005 | 14.350      | 17.316 | 10,7                | 12,9           |
| 2006 | 14.819      | 17.435 | 11,0                | 13,0           |

### Índice de migração
- -3,2 migrante(s)/1.000 pessoas (est. 2006)

### Distribuição entre sexos
- ao nascer: 1,06 homens/mulheres
- abaixo de 15 anos: 1,06 homens/mulheres
- 15-64 anos: 0,91 homens/mulheres
- 65 anos e acima: 0,5 homens/mulheres
- população total: 0,84 homens/mulheres (est. 2006)

### Taxa de mortalidade infantil
- 7,73 mortes/1.000 nascimentos com vida (est. 2006)

### Expectativa de vida ao nascer
- população total: 72,04 anos
- homens: 66,58 anos
- mulheres: 77,83 anos (est. 2006)

### Taxa de fertilidade
- 1,4 crianças nascidas/mulher (2006)

## Nacionalidade
- substantivo: Estoniano(s)
- adjetivo: Estoniano

### Grupos étnicos
Estonianos 68,6%, Russos 25,7%, Ucranianos 2,1%, Bielorrussos 1,2%, Finlandeses 0,8%, outros 1,6% (2006)
A tabela abaixo foi tirada do censo de 2000. 
| Total de nacionalidade étnica          | 1.370.052 |
| -------------------------------------- | --------- |
| Estonianos                             | 930.219   |
| Russos                                 | 351.178   |
| Ucranianos                             | 29.012    |
| Bielorrussos                           | 17.241    |
| Finlandeses                            | 11.837    |
| Tártaros                               | 2.582     |
| Letões                                 | 2.330     |
| Poloneses                              | 2.193     |
| Judeus                                 | 2.145     |
| Lituanos                               | 2.116     |
| Alemães                                | 1.870     |
| Armênios                               | 1.444     |
| Azerbaijanos                           | 880       |
| Moldávios                              | 645       |
| Mordvinianos                           | 562       |
| Roma                                   | 542       |
| Chuvaches                              | 495       |
| Georgianos                             | 430       |
| Carélios                               | 430       |
| Ingrianos                              | 358       |
| Suecos                                 | 300       |
| Maris                                  | 245       |
| Udmurtos                               | 241       |
| Búlgaros                               | 204       |
| Húngaros                               | 172       |
| Coreanos                               | 169       |
| Basquires                              | 152       |
| Gregos                                 | 150       |
| Comis                                  | 138       |
| Estado-unidenses                       | 133       |
| Uzbeques                               | 132       |
| Cazaques                               | 127       |
| Lezgis                                 | 121       |
| Ossecianos                             | 116       |
| Romenos                                | 77        |
| Izorianos                              | 62        |
| Ingleses                               | 55        |
| Hindus                                 | 55        |
| Chechenos                              | 48        |
| Vepsianos                              | 43        |
| Dinamarqueses                          | 38        |
| Turquimanos                            | 36        |
| Tajiques                               | 35        |
| Gagauzes                               | 32        |
| Avares                                 | 30        |
| Neerlandeses                           | 28        |
| Chineses                               | 27        |
| Italianos                              | 27        |
| Dargvas                                | 26        |
| Franceses                              | 26        |
| Quirguizes                             | 26        |
| Turcos                                 | 24        |
| Tchecos                                | 21        |
| Comi-Permiaques                        | 20        |
| Árabes                                 | 19        |
| Noruegueses                            | 19        |
| Canadenses                             | 18        |
| Austríacos                             | 17        |
| Calmiques                              | 17        |
| Buriates                               | 16        |
| Espanhóis                              | 16        |
| Curdos                                 | 15        |
| Lacos                                  | 15        |
| Iacutes                                | 15        |
| Circassianos                           | 14        |
| Cabardianos                            | 14        |
| Persas                                 | 14        |
| Abcazianos                             | 13        |
| Cumiques                               | 10        |
| Nogaios                                | 10        |
| Carachaios                             | 9         |
| Paquistaneses                          | 9         |
| Vietnamitas                            | 9         |
| Votianos                               | 9         |
| Inguches                               | 8         |
| Irlandeses                             | 8         |
| Escoceses                              | 8         |
| Sérvios                                | 8         |
| Suíços                                 | 8         |
| Peruanos                               | 7         |
| Uigures                                | 7         |
| Japoneses                              | 6         |
| Caraios                                | 6         |
| Cacasses                               | 6         |
| Congoleses                             | 6         |
| Taliches                               | 6         |
| Brasileiros                            | 5         |
| Cubanos                                | 5         |
| Livonianos                             | 5         |
| Nenetos                                | 5         |
| Anglo-Australianos                     | 4         |
| Coriaques                              | 4         |
| Mongóis                                | 4         |
| Saamis                                 | 4         |
| Eslovacos                              | 4         |
| Tatis                                  | 4         |
| Valunes                                | 4         |
| Iugoslavos                             | 4         |
| Altaios                                | 3         |
| Croatas                                | 3         |
| Indonésios                             | 3         |
| Cantios                                | 3         |
| Mexicanos                              | 3         |
| Nanaios                                | 3         |
| Pachitus                               | 3         |
| Rutules                                | 3         |
| Iorubás                                | 3         |
| Albaneses                              | 2         |
| Amáricos                               | 2         |
| Assírios                               | 2         |
| Bengalis                               | 2         |
| Equatorianos                           | 2         |
| Guatemaltecos                          | 2         |
| Nepalenses                             | 2         |
| Neozelandeses                          | 2         |
| Chores                                 | 2         |
| Sinhalas                               | 2         |
| Tabasaranos                            | 2         |
| Uruguaios                              | 2         |
| Abazas                                 | 1         |
| Adigianos                              | 1         |
| Aztecas                                | 1         |
| Bérberes                               | 1         |
| Bolivianos                             | 1         |
| Bretões                                | 1         |
| Chuquichis                             | 1         |
| Evenos                                 | 1         |
| Evenquis                               | 1         |
| Gujaratis                              | 1         |
| Hausas                                 | 1         |
| Hondurenhos                            | 1         |
| Ibos                                   | 1         |
| Macedônios                             | 1         |
| Mansis                                 | 1         |
| Montenegrinos                          | 1         |
| Quechuas                               | 1         |
| sanvincentinos                         | 1         |
| Temnes                                 | 1         |
| Tuvinianos                             | 1         |
| Ucuanis                                | 1         |
| Galeses                                | 1         |
| Zulus                                  | 1         |
| Nacionalidade etnicamente desconhecida | 7.919     |

## Religião
A religião tradicional dos estonianos é a da crença Cristã na forma do Luteranismo evangélico (como nos países nórdicos).
Menos de um terço da população se define como crentes, desses a maioria é luterana, enquanto que a minoria russa é ortodoxa oriental. Antigas tradições equinociais pagãs são mantidas com grande respeito. Atualmente, cerca de 32 % da população são membros de uma igreja ou grupo religioso, destes:
- 14,8 % Igreja Luterana Evangélica Estoniana
- 13,9 % Igreja Ortodoxa Estoniana
- ca. 10.000 Muçulmanos
- ca. 6.000 Batistas
- ca. 3.500 Católicos Romanos

Há também um pequeno grupo de protestantes, judeus e budistas.

## Línguas
Estoniano (oficial), russo, ucraniano, võro, inglês, finlandês, alemão, outras

### Alfabetização
- idade de 7 anos e acima que sabem ler e escrever
- população total: 100% (est. 1998)
- O Wikimedia Commons possui multimédia sobre: Demografia da Estónia.